# 鄂圖曼飲食

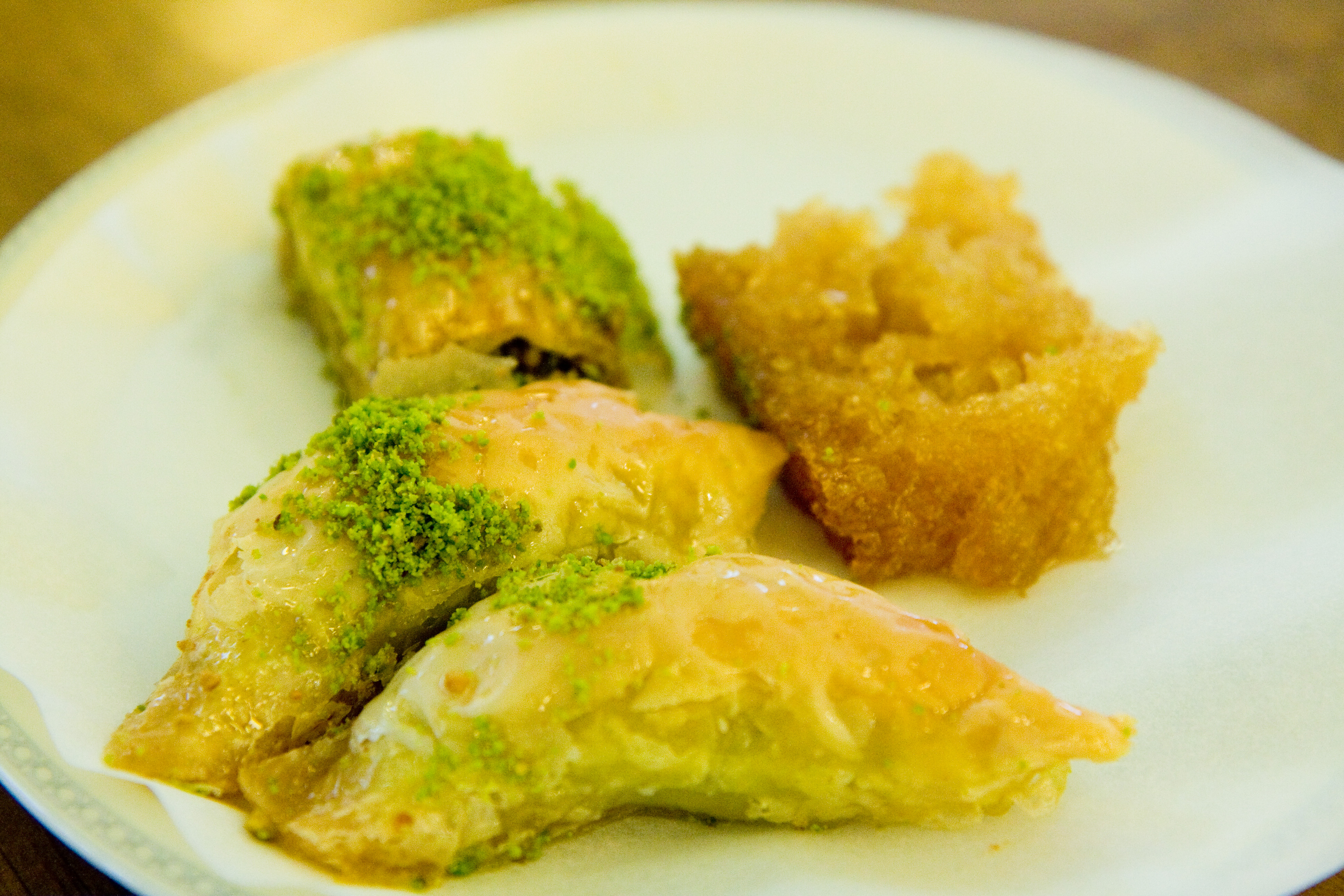
土耳其甜点

鄂圖曼飲食是鄂圖曼帝國的美食，並且在土耳其，希臘，巴爾幹以及部分高加索地區和中東的美食中得到延續。

## 介紹
鄂圖曼飲食，被認為是早期的土耳其飲食，受到波斯和羅馬的影響極大是阿拉伯飲食的發源地，也影響了東歐和西歐在大多數菜餚中都以蔬菜和橄欖油為主。鄂圖曼帝國的飲食促進了其他地區食品的傳播，這些菜餚通常含有蔬菜或蔬菜加上豆類或穀物，並以橄欖油烹製，魚是在海邊或在河邊捕獲的地方直接食用的，肉類通常切碎（烤肉，ćevapi，ćevapčići，kebap等）或切碎時會穿成串將肉和魚串烤，肉由鹽或糖醋的香料製成香腸，在某些國家中稱為sucuk肉和雞肉（tavukgöğsü）也與杏仁奶一起食用，中世紀的食物也是如此加泰羅尼亞，巴利阿里和奧克作為點心。素食習慣上食用全米或稀飯形式的米飯，以及以麵條，粗麵粉，碾碎幹小麥或不定形狀的形式製成的很多麵食，例如目前的帶有匈牙利雞蛋的麵食，稱為橙。豆類，特別是鷹嘴豆，相當廣泛的使用。開胃菜是鄂圖曼飲食的特色裝滿米飯或肉末的蔬菜中使用西葫蘆(櫛瓜)，茄子，辣椒等。例如，一些廚房複製了土豆的作法在某些地方，它們被稱為捲心菜豆和釀蔬菜，而在其他地方，它們被稱為“ dolmen”或“ dolmades”（都是鄂圖曼帝國的詞彙，直譯為“填充物”）。蔬菜在炒過的蔬菜和細香蔥中食用，例如與小圓麵包一起食用的麵包，肉或煎蛋。他們會用酸奶製成的蛋黃醬搭配雞蛋和蔬菜piyaz。羊肉湯，蔬菜和麵食，稱為xorba（Çorba，Čorba，Чорба，chorba，shorva，shurbo，shorpo，shurpa，sorpe），包括中亞和高加索地區的飲食受其影響，俄羅斯，羅馬尼亞，塞爾維亞，保加利亞和希臘。該青瓜酸乳酪醬汁是一種高度稀釋的酸奶，黃瓜等成分，希臘有一個稍微濃稠一點後來被稱為是湯，但通常保加利亞將液體叫湯tarator。酸奶似乎是從歐洲鄂圖曼帝國引進的，它取自阿拉伯和波斯美食。鄂圖曼帝國美食中還包括用麵包屑剁碎的蛋糕，白奶酪（羊乳酪或杏仁餅），菠菜（通常是葡萄乾或葡萄乾和松子）和菠菜和白奶酪。它們可以很小，在這種情況下為三角形，半月形，圓柱形等。諸如意大利面，酥油或當今歐洲某些國家的麵包麵團。在波斯尼亞和黑塞哥維那，塞爾維亞和黑山是肉，形狀像ensaimada。在某些語言中，該名稱類似於böreği，börek，burek，byrek，boerkass等。這意味著扭曲，可能是因為意大利面的製作方式。甜食，如酥糖（相關Nogat和牛軋糖）和蛋糕，以及技術例如其他歐洲甜食直接或間接來自鄂圖曼帝國，果仁蜜餅有關的奧地利餡卷。和甜甜圈相關的古拉卜jamun的油條起源於東側小丸子印度將傳遍鄂圖曼帝國的領土。通常是新鮮或乾果。鄂圖曼飲食取材於用糖來調味用水煮沸的波斯梨子，在歐洲，其甜點是用不同的葡萄酒和烈酒製成的。在歐洲煮熟的梨和蘋果以及在蜜餞中也可能起源於鄂圖曼帝國。

## 發展
鄂圖曼帝國於1530年左右將咖啡引入土耳其，並從那裡迅速傳播到奧地利，匈牙利，法國，英國和歐洲其他地區。實際上，kahve一詞來自加泰羅尼亞語和其他歐洲語言中的“咖啡”一詞。後來，在十七世紀 ，出於政治上的行為，它被禁止在鄂圖曼帝國使用，但這並沒有阻止它在當今被帶到前鄂圖曼帝國的領土。在巴爾幹國家，希臘和土耳其習慣飲用咖啡，但從不加入牛奶。鄂圖曼帝國宮廷飲食在宮殿的廚房中變化多端，由帝國不同地區的廚師使用不同的食材烹製和試驗。宮廷廚師經過測試，並傳出了大米和簡單的烹飪食譜。它們是從許多地區收集資料，其特殊目的是嘗試具有異國情調的質地和配料並發明新菜餚。據說所有廚師都有特殊技能。蘇丹料理的所有菜餚首先都是由一位名叫Chesnidjibashi的帝國食品大師傳承的，以查看這些菜餚是否有毒或美味，並傳遞其喜歡的菜餚。例如，通過齋月的活動，鄂圖曼帝國皇宮廚房中的許多菜餚已經傳播給了公眾，許多人在帕夏的政府大樓yalis中煮熟成為宮廷美食。成為知名。在歐洲，經常使用番茄和奶酪，它們是當今食品的主要成分。宮殿特有的一些更豪華的菜餚，僅在非常有限的人群中享有，包括：烤鴿子（烤乳鴿肉）艾娃·卡莉（Ayva Kalye）Kavun Dolma（瓜餡）。帝國飲食文化中常用材料蔬菜：豆類，菠菜，西葫蘆，茄子，黃瓜，白菜，洋蔥，韭菜肉類：牛肉，羊肉，雞肉，魚和海鮮：金槍魚，沙丁魚，河鱒魚，水果：葡萄，桃子，杏，李子，石榴，堅果：杏仁，松子，核桃，烹飪：橄欖油調味料：黑胡椒，藏紅花，肉桂，其他：稻米，小麥，酸奶。

## 史料
- 阿比卡西斯·德·卡斯蒂爾（Abecasis de Castiel），米米：我的西餐美食食譜。馬拉加市議會文化區，2002年。
- 里夫卡（Rivka）科恩（Cohen）：我在猶太文化傳統中享受猶太美食的樂趣。
- 戈德斯坦，喬伊斯：九成香料。
- 烏里爾（Macroas MacapasKapón）：猶太美食。法律，習俗...以及一些西法書的食譜。紅色deJuderíasdeEspaña，2002年。

Sephardic食譜。Red deJuderías，2001年。
- 斯特恩伯格（Sternberg），拉比羅伯特（Rabbi Robert）：Sephardic Cuisine。Zendrera Zariquiey，1998年。
- 羅伯特· 斯特恩貝格（Sternberg）：《塞帕第奇美食》：地中海猶太人健康美食的文化豐富性（路易斯·巴薩特（Luis Bassat）的前言和埃琳娜·加敏德（Elena Gaminde）的翻譯）。巴塞羅那：Zendrera Zariquiey，2004年。
- 伯特·弗拉格納（Bert Fragner），“從高加索到世界屋頂：烹飪之旅”，薩米·祖拜達（Sami Zubaida）和理查德·塔珀（Richard Tapper），《百里香的味道：中東，倫敦和紐約的烹飪文化》，1994年和2000年，ISBN 1- 86064-603-4。
- 瑪麗安娜·耶拉西莫斯（Marianna Yerasimos），《鄂圖曼帝國美食的500年》，第二版英文版，博伊特出版社，伊斯坦布爾，2007年，ISBN  9789752301610